# Ketileng (Todanan)
Ketileng is een bestuurslaag in het regentschap Blora van de provincie Midden-Java, Indonesië. Ketileng telt 4399 inwoners (volkstelling 2010).